# Nasip Naço
Nasip Naço, né le 5 avril 1961 à Skrapar, est un homme politique albanais membre du Mouvement socialiste pour l'intégration (LSI). Il est ministre de la Justice entre septembre 2013 et novembre 2015.

## Biographie

### Jeunesse et formation
Diplômé en droit de l'université de Tirana, il a été procureur du district de Berat, directeur du renseignement au ministère de l'Intérieur, directeur de l'Unité anti-terroriste au parquet général et procureur en chef du district de Durrës.

### Débuts et ascension en politique
Lors des élections législatives du 29 juin 2009, il est élu député à l'Assemblée d'Albanie. Il en devient l'un des vice-présidents, sous la présidence de Jozefina Topalli.

### Ministre
Il est nommé ministre de l'Économie, du Commerce et de l'Énergie le 17 janvier 2011, poste qu'il abandonne le 27 juin 2012 pour redevenir vice-président de l'Assemblée.
À la suite des élections législatives du 23 juin 2013, remportées par le centre-gauche, il est nommé le 15 septembre suivant ministre de la Justice dans le gouvernement du Premier ministre socialiste Edi Rama. Il est remplacé le 9 novembre 2015 par Ylli Manjani.